# 4330 Вівальді
4330 Вівальді (4330 Vivaldi) — астероїд головного поясу, відкритий 19 жовтня 1982 року.
Тіссеранів параметр щодо Юпітера — 3,631.